# 正本堂 (大石寺)

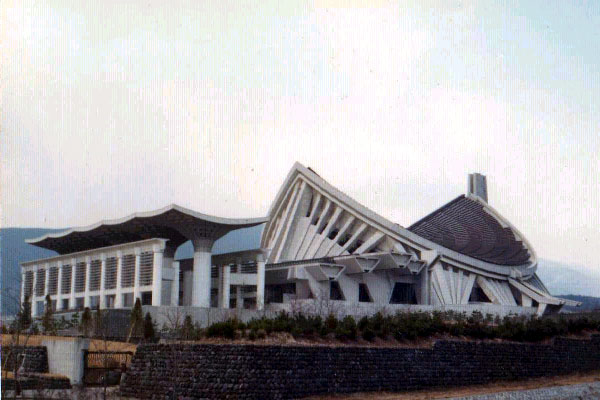
正本堂 撮影:1979年12月

正本堂（しょうほんどう）は、静岡県富士宮市にある日蓮正宗総本山大石寺にあった建物。

## 概要
正本堂は本尊を安置するために建てられた。建築家横山公男の設計により創価学会第3代会長池田大作が願主・大石寺第66世法主日達の代であった1967年（昭和42年）に着工、1972年（昭和47年）10月に完成し、法要が行われた。建築規模は建築面積39,368 m2、延床面積35,155 m2、高さ66 m。信徒席は5,400、僧侶席は600。
将来の広宣流布達成の象徴としての意義を担って今までにない宗教建築として設計され、「鶴が羽ばたく姿」をモチーフとした独創的なデザインの建物だった。このため独特の形をした屋根は、中央のリングに36本の鉄骨の梁をつなぐ「半鋼性吊り屋根構造」という構造になっており、上から吊り下げながらも下から支えるという当時としては極めて高度な技術（ジャッキダウン）による工法だった。
建設資金は僧俗、主に創価学会員からの寄附金でまかなわれた。寄附金の申し込みは1965年（昭和40年）10月9日から12日までの4日間行われ、総額は僧侶・寺族および各信徒団体合わせて355億3600万4309円であった。
創価学会を破門した総本山67世法主日顕時代の1998年（平成10年）に50億円かけて解体された。
跡地には宗旨建立750年の2002年（平成14年）に奉安堂が建てられた。

## 施工企業
- 建築主：正本堂建設委員会（委員長・法華講総講頭池田大作（創価学会会長）、副委員長・宗門総監早瀬日慈他、創価学会理事長和泉覚、副会長辻武寿、副会長北条浩他・法華講連合会佐藤悦三郎等）
- 設計監理：横山公男・連合設計社（東京・常在寺法華講信徒）
- 施工：正本堂建立共同企業体
  - 大成建設
  - 清水建設
  - 大林組
  - 竹中工務店
  - 鹿島建設
  - 戸田建設

## 施設

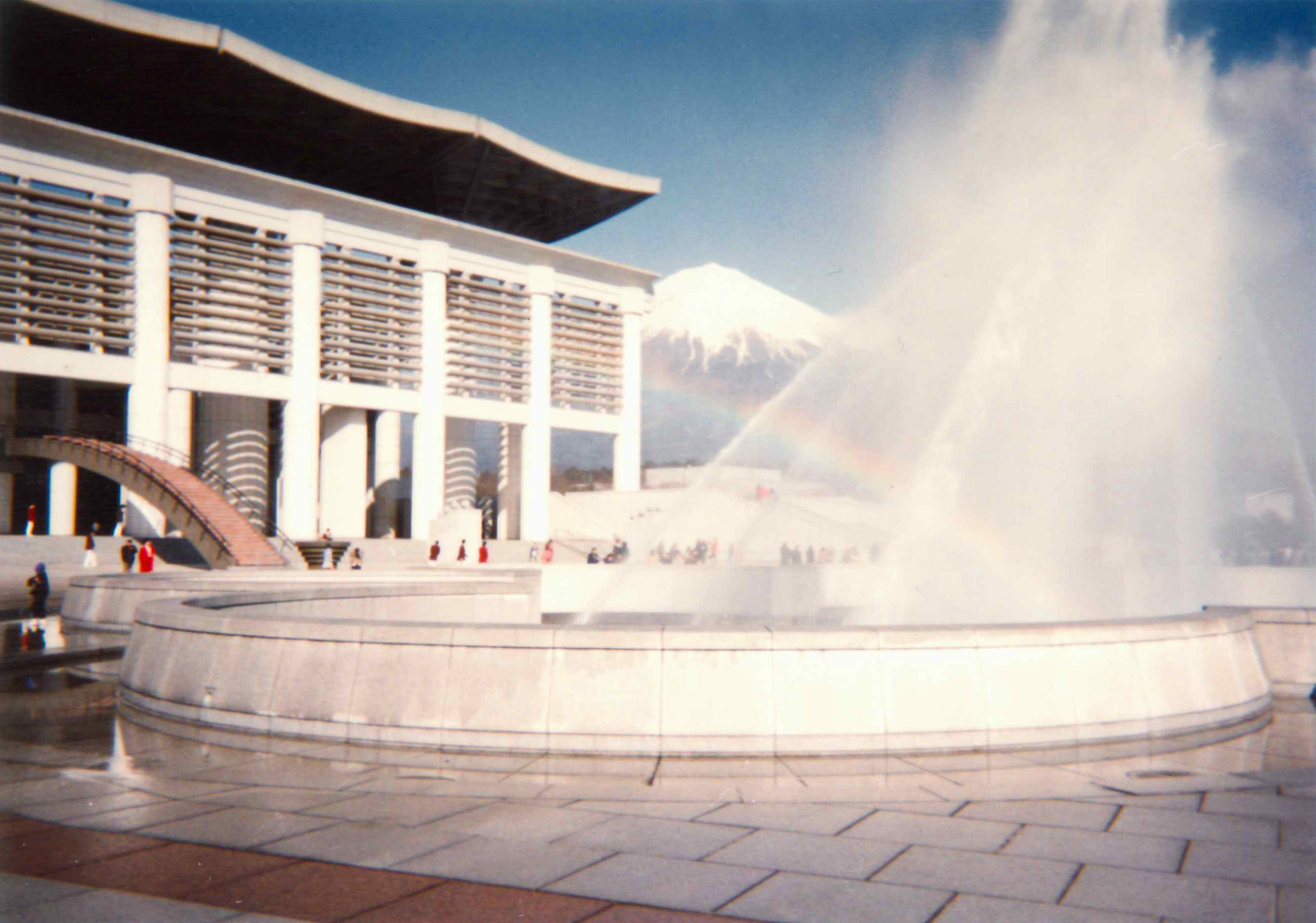
噴水

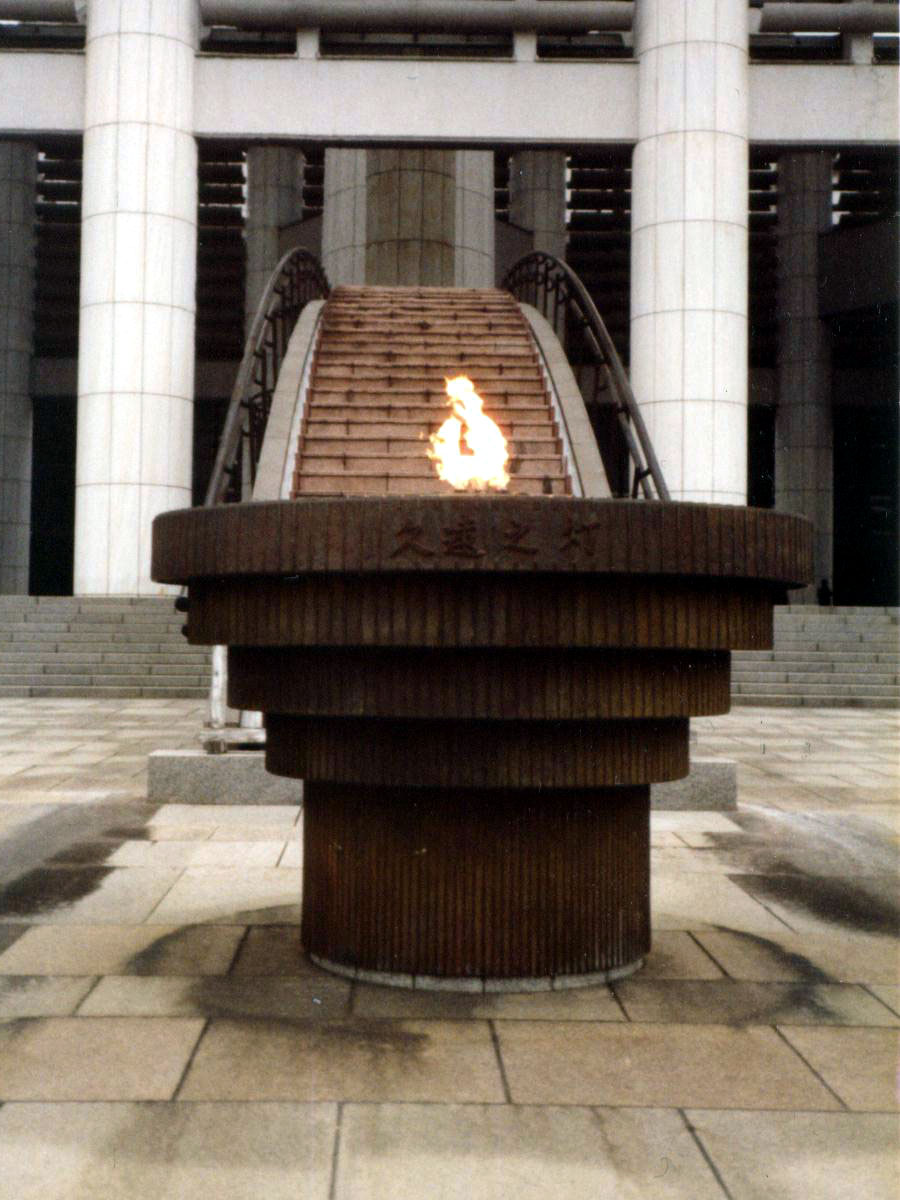
久遠之灯

法庭
正面広場で広さ約13,000m2。上下2層になっており晴天時は上側の広場で雨天時は下の広場で入場前の整列が行われていた。中央には八葉の蓮華をかたどった直径60mの池と噴水があった。また「久遠之灯」と名づけられたモニュメントがあった。
円融閣
正本堂の正面玄関。法庭と同じく上下2層で「妙法蓮華経」の5文字を象徴する5本の巨大な柱が横に並んで建っていた。
思逸堂
玄関ホール部分。カーペット敷きのスロープで妙壇と円融閣を結んでいた。
妙壇
礼拝室部分。奥には外形約17mの円筒形の須弥壇があり、この中の厨子に本尊が安置されていた。基底部分には、世界135カ国から集められた石が礎石として埋められていた。
空調は床暖房と座席の背の部分に吹き出し口からによる方法を併用、座席には木材を数枚重ねた頑丈な仕様でスピーカーが内蔵され、導師の声とずれがなく唱和できるよう工夫がなされ5300席が全て中央の妙檀に自然に向かえる様になっていた。
内陣奥には僧侶の控室があり、須弥壇の真下にある埋納室には法主日達の法衣一式、総講頭池田大作のモーニング3つ揃い、正本堂御供養者名簿133冊、落成大法要参列者署名簿27冊が記念品として埋納されていた。

## 沿革
- 1967年（昭和42年）10月12日 発願式
- 1968年（昭和43年）10月12日 起工・着工大法要
- 1969年（昭和44年）10月12日 定礎式
- 1970年（昭和45年）10月12日 上棟式
- 1971年（昭和46年）10月12日 躯体完成式
- 1972年（昭和47年）10月1日 正本堂完工式
- 1972年（昭和47年）10月7日 大御本尊御遷座お練り
- 1972年（昭和47年）10月11日 大御本尊御遷座大法要
- 1972年（昭和47年）10月12日 正本堂完成奉告大法要
- 1972年（昭和47年）10月13日 正本堂法庭湧出泉水大法要
- 1972年（昭和47年）10月14日 正本堂落慶大法要
- 1972年（昭和47年）10月15日 正本堂世界平和祈願大法要
- 1972年（昭和47年）10月16日 正本堂久遠之火点火大法要
- 1972年（昭和47年）10月17日 正本堂記念品埋納大法要
- 1998年（平成10年）4月5日 本尊を一部改装した奉安殿に僧侶と総本山総代の参列で御遷座式法要
- 1998年（平成10年）5月 正本堂解体

## 評判
正本堂建立に際しては建物南側の照心庭の辺りに建てられていた経蔵（経蔵の前の広場では65世法主日淳以前の歴代法主の本葬が行われていた）が移転されてしまい、大町桂月が「大石寺を見ずして寺を語ることなかれ」と評した境内の美観が損なわれる格好になった。このため、正本堂を解体して奉安堂を建立する際には、和風建築にすると共に法祥園を整備するなど、境内全体を和風で調和させる様に意識している。

## 正本堂の位置づけをめぐって
日蓮正宗の宗旨における『三大秘法』には『本門の戒壇』『本門の題目』『本門の本尊』があり、『本門の題目は＜本門の本尊に南無妙法蓮華経を唱えること＞』、『本門の本尊は大石寺に安置されている＜一大秘法の弘安2年の大御本尊＞』『本門の戒壇は本門の本尊が御安置されている本堂であり、広宣流布の暁には大石寺が本門寺と名前を変えて、＜本門寺(ほんもん-じ)の戒壇堂＞となる』と定まっている。
また、『本門の本尊』所在の場所がいついかなる時でも＜本門事の戒壇＞であることが定められている。
正本堂の建設は1964年（昭和39年）の建立寄進打ち出しから、1972年（昭和47年）の落慶まで創価学会の主導で進んだ。学会は会長の池田大作が正本堂を「宗祖日蓮大聖人の御遺命の戒壇（三大秘宝抄）」だと見なし、宗門側にその定義の受け入れを求めたが、宗門トップの法主66世細井日達（大石寺内の堂宇の管理責任者）は訓諭で「三大秘法抄の意義を含む現時における事の戒壇（＝正本堂は広布途上における殿堂＝事の戒壇常在義と、未来広布の義が円融一体となって本門戒壇に備わる）」と意義づけた。正本堂の正当な管理者たる日蓮正宗のトップによるこの裁定を創価学会側が渋々受け入れるしかなかったことが、後の創価学会破門処分の一因となった。
正本堂建立前の1970年（昭和45年）には創価学会の「言論出版妨害事件」が表面化し、それを切っ掛けに公明党を含めた「政教分離」に関わる批判が巻き起こる。それに関連し「日本の広宣流布を達成した暁の『本門寺の戒壇』とは国家が直接関わる、憲法の政教分離原則に違反した国立戒壇となるのでは」という批判が起こった。
これに対して、日達法主は「国立戒壇とは明治時代に出来た概念で、国威発揚を国是とする世相の中で便宜的に仮に使用したが、日蓮正宗の教義とは本来関係が無いことなので、誤解を招いて布教の妨げとならぬよう、今後は使用しない」との見解を表明し、事態の収束を図った。
これに対して当時、一信徒団体だった妙信講（後の冨士大石寺顕正会）は、1965年（昭和40年）当初には広宣流布の時来りとして、「正本堂」建立基金を講員に募るなど協力的な態度を取っていたが、1970年頃になると一転、「日本の広宣流布は未だ達成されていない。広宣流布の暁に建立される本門事の戒壇は、あくまで国家が建てる国立の戒壇でなければならず、その建立の場所は天母山（あんもやま）である」と独自の主張を展開して学会と宗門を批判した。これが伏線となり、正本堂が完成した1972年秋には落慶法要阻止を画策。学会との抗争、講中解散処分という形での破門へと繋がっていった。

## 創価学会の破門と正本堂の解体
1991年（平成3年）に宗門は創価学会を破門したが、当初は正本堂や大講堂など、学会が寄進した建物は存置されていた。破門後は学会が主体となって運営されていた月例登山会を終了させ、学会員は寺院を通せば正本堂を内拝できるようにし（添書登山）、学会離脱・宗門への帰依を促していた。それを経た上で1997年（平成9年）に新聞広告などを通じて、宗門は学会員の信徒資格喪失＝正本堂参詣不許可を周知している。
そして、阪神・淡路大震災を契機に改めてこれらの建物の耐震調査を行ったところ、強度不足に加え、鉄骨や大理石などの構造物の腐食も目立っており、耐震性に問題があることが判明した。
しかし、仮に補強をするにしても多額の費用がかかり、創価学会を破門した後では寄付が見込めず、正本堂の維持費は年間10億円かかったことに加えて、教義の逸脱を理由として破門した池田が建立願主である建物を存置することへの宗門内の批判があったことにより解体の運びとなった。
これに対し、創価学会は「正本堂解体の真の理由は日達上人の歴史的業績に対する日顕上人の嫉妬である」と指摘し、正本堂解体を批判している。ただし、日達法主時代の1979年に宗門側はすでに創価学会の「逸脱」を批判し始めている。
結局、正本堂解体は約45億円の費用をかけ、1998年（平成10年）5月に着手されたが、創価学会は聖教新聞紙上で正本堂解体を「ご供養をした信徒の誠意を踏みにじるもの」として激しく非難。正本堂の意義に対し宗門側に再三「質問状」を提出し、宗門側も反論文を発表した。更に複数の創価学会員（創価学会が原告ではない理由は諸説ある）が日蓮正宗側に「正本堂が解体されたことにより」精神的苦痛を被ったとして、慰謝料請求と護持御供養の返還を求めた、いわゆる「正本堂訴訟」を2000年（平成12年）全国で39件起こしたが、「総本山内の建物の所有・維持・管理の全ての権限は宗門にあり、創価学会にはない」としてその全てが学会員側の敗訴に終わっている（2006年（平成18年）10月現在 最高裁確定）。
解体され更地となった正本堂跡には同等の収容人数を誇る奉安堂が2002年（平成14年）10月に完成し、落慶法要が行われた。正本堂の基礎構造を解体することは相当な出費があるため断念され、奉安堂は正本堂の基礎をそのまま使って建設された。

## その他
創価学会本部襲撃事件を引き起こしたことなどで1974年（昭和49年）に日蓮正宗から破門された妙信講は、その後、冨士大石寺顕正会と名称を変遷、1998年（平成10年）の本尊遷座に衝撃を受け、正本堂解体に賛意を示したが、会長の浅井は自派の寺院だった顕正寺の宗門への寄進、そしてその後の顕正会解散の約束を取り消して、「日顕上人の決定は一方的で独善的。未だに国立戒壇に対して怨嫉の心を持ち続けている」等と発言、国立戒壇への固執は改めず、暴力事件を伴う強引な勧誘で社会的批判を浴びる中、単立宗教法人として独自路線を歩んで現在に至る。